# Holotrichia pexicollis
Holotrichia pexicollis är en skalbaggsart som beskrevs av Leon Fairmaire 1886. Holotrichia pexicollis ingår i släktet Holotrichia och familjen Melolonthidae. Inga underarter finns listade i Catalogue of Life.